# 김명인 (시인)
김명인(金明仁, 1946년 ~ )은 강원도 (현 경상북도) 울진군 출생으로 대한민국의 시인이다. 1973년 《중앙일보》 신춘문예에 〈출항제〉가 당선되어 등단했다. 1976년 이래 '반시'(反詩) 동인으로 활동한 바 있다. 김달진문학상(1992), 소월시문학상(1992), 동서문학상(1995), 현대문학상(1999), 이산문학상(2001), 대산문학상(2005), 이형기문학상(2006), 지훈상 문학부문(2007), 편운문학상(2010)을 수상했다. 경기대학교 국어국문학과 교수(1981~1999)를 거쳐 고려대학교 문예창작학과 교수(1999~2012)를 역임했다.

## 주요 시집
- 《동두천》(문학과지성사, 1979)
- 《머나먼 곳 스와니》(문학과지성사, 1988)
- 《물 건너는 사람》(세계사, 1992)
- 《푸른 강아지와 놀다》(문학과지성사, 1994)
- 《바닷가의 장례》(문학과지성사, 1997)
- 《길의 침묵》(문학과지성사, 1999)
- 《바다의 아코디언》(문학과지성사, 2002)
- 《파문》(문학과지성사, 2005)
- 《따뜻한 적막》(문학과지성사, 2006) : 시선집
- 《꽃차례》(문학과지성사, 2009)
- 《여행자 나무》(문학과지성사, 2013)
- 《기차는 꽃그늘에 주저앉아》(민음사, 2015)
- 《이 가지에서 저 그늘로》(문학과지성사, 2018)

## 같이 보기
- 한국 문학
- 한국어 시인 목록